# かたおかしろう
かたおか しろう（片岡 司郎、1928年12月3日 - 2005年11月23日）は、日本の劇作家。

## 来歴
大阪府生まれ。大阪工業専門学校（現・大阪府立大学）卒業。中学校教諭（担当：数学）を経て、1970年より専門劇作家として活動。斎田喬賞、日本児童演劇協会賞、日本演劇教育賞、全児演賞特別賞など受賞。
2005年11月23日、心筋性肺炎のため死去。

## 主な作品

### 著作
- 『大阪むかしむかし 上巻』加藤義明 きり絵（2006年 清風堂書店出版部）
  - 『くらわんか舟』
  - 『わらすべ一本』
  - 『キツネとクマとタニシ』
  - 『タコ地蔵』
  - 『一寸法師』
  - 『三ッ目小僧』
  - 『大阪城のトラ』
  - 『天狗六兵衛』
  - 『太閤と梅干』
  - 『新説・茨城童子』
  - 『桑原におちたかみなり』
  - 『片うでのないおばあちゃん』
  - 『茨田堤のひさご』
- 『大阪むかしむかし 下巻』前田尋 きり絵（2006年 清風堂書店出版部）
  - 『すっぽん商法』
  - 『なすびの穴のお月さん』
  - 『大阪の蛙・今日の蛙』
  - 『天満のとらやん』
  - 『平八稲荷』
  - 『琴になった八尾木』
  - 『秘水の恋』
  - 『空を飛んだ米俵』
  - 『見るなの座敷』
  - 『野っ原で浄瑠璃』
  - 『釣狐』
  - 『閻魔の失敗』
- 『かもとりごんべえ』清水耕蔵 絵（1993年 ひかりのくに）
- 『わらしべちょうじゃ』水沢研 絵（1993年 ひかりのくに）
- 『共産党員でえらいすんまへん：津田一朗と羽曳野革新市政の過去・現在・未来』津田一朗共著（1987年 清風堂書店出版部）
- 『大工のへえやん じごくでどんどこ』谷ひろし 絵（1985年 さ・さ・ら書房）
- 『大阪むかしむかし その1（かしこくたくましく）』加藤義明 切り絵（1983年 清風堂書店出版部）
- 『だいくとおにろく』水沢研 絵（1979年 ひかりのくに）
- 『鬼ものがたり』加藤義明 絵（1976年 有文社）

### 戯曲
- 『町の子どもたち』（1952年 「テアトロ」誌掲載）
- 『武悪』（1961年 東大阪自立劇団息吹）
- 『天満のとらやん』（1961年 東大阪自立劇団息吹）
- 『武悪』（1962年 三の会）
- 『牛鬼退治』（1963年 関西芸術座）
- 『お化けの面をひんめくれ』（1964年 関西芸術座）
- 『デルタの夜明け』合作（1965年 合同公演）
- 『天満のとらやん』（1965年 劇団京芸）
- 『大阪城の虎』（1966年 関西芸術座）

- 『鬼っ子行進曲』（1966年 合同公演）
- 『牛鬼退治』（1966年 劇団さっぽろ）
- 『天満のとらやん』（1968年 関西芸術座）
- 『信太の狐火』（1969年 劇団2月）
- 『ドンドコ山の子ガミナリ』（1969年 人形劇団京芸）
- 『ごじんじょ山の鬼の村』（1970年 劇団2月)
- 『ミュージカル　カエルとおてんとうさま』（1970年 関西合唱団）
- 『浪速鑑誉五匹の犬』（1971年 民族芸能アンサンブル若駒）
- 『はだかになった殿さん』（1971年 劇団2月）
- 『お化けの面をひんめくれ』（1972年 劇団2月）
- 『カエルとおてんとうさま』（1972年 劇団2月）
- 『歌舞劇・茨木童子考』（1972年 民族芸能アンサンブル若駒）
- 『天満のとらやん』（1972年 劇団2月）
- 『信太妻・桑原』（1974年 劇団2月）
- 『京へ来たとらやん』落語／桂文紅（1974年 劇団京芸）
- 『ヘッペエ星とオボン星』（1974年 人形劇団京芸）
- 『「酒呑童子考」大枝の鬼より創作オペラ（1974年）
- 『大阪昔語り「桑原」「信太妻」「淀川堤にて」「羅生門の茨木童子」』（1974年 劇団2月）
- 『わんぱく地獄やぶり』（1975年 劇団2月）
- 『はだかになった殿さん』（1976年 劇団たんぽぽ）
- 『夢見る三尺三太郎』（1976年 劇団2月）
- 『大枝の鬼』（1976年 関西芸術座）
- 『起きっせい　だいだらぼっち』（1976年 劇団たんぽぽ）
- 『夢見る三尺三太郎』（1977年 劇団たんぽぽ）
- 『四季の女たち～民話と女と戦争と～』（1977年 大阪新劇団協議会）
- 『法善寺処往来不動戯「びんぼうがみはたのしかなし」』合作（1978年 劇団2月）
- 『大阪鳥獣戯画劇「猫・狐」』（1978年 劇団2月）
- 『八丈流人考』（1978年 劇団潮流）
- 『鶏の飛ぶ日』（1978年 劇団うりんこ）
- 『天満のとらやん』（1978年 アンサンブルレネット）
- 『大阪鳥獣戯画劇「猫・狐・雉」』（1979年 劇団2月）
- 『ミュージカル　青春をかけた挑戦「松下王国の神話」』（1979年 関西合唱団）
- 『昭和元禄胸算用・盗らぬ狸の胸算用』（1980年）
- 『ぎょろすけ物語』（1980年 劇団2月）
- 『男どあほう大忠臣～楠木正成伝～』（1980年 劇団2月）
- 『しのびねもらす秋の妻』（1980年 劇団しし座）
- 『からくり儀右衛門』（1981年 劇団道化）
- 『飴買い幽霊』（1982年 人形劇団京芸）
- 『ミュージカル・青春』（1982年 劇団2月）
- 『おおさかむかしむかし』（1982年 劇団2月）
- 『平和のためのミニ劇場』（1982年 劇団2月）
- 『大枝の鬼』（1983年 劇団大阪）
- 『大工のへえやん地獄でどんどこ』（1985年 人形劇団京芸）
- 『星』（1985年)
- 『平和のための草の根劇場』（1985年 劇団コーロ）
- 『はだかになった殿さん』（1985年 劇団コーロ）
- 『終りに見た街』山田太一原作（1985年 劇団コーロ）
- 『あなぐまクータンの冒険』（1985年 劇団道化）
- 『カエルとおてんとうさま』グェン・フィ・トウン原作（1986年 劇団コーロ）
- 『天満のとらやん』（1988年 劇団コーロ）
- 『原爆に夫を奪われて』神田三亀男原作（1988年 劇団コーロ）
- 『河内の浅やん／わがまちをゆく／四人の作家』（1988年 劇団息吹）
- 『その名もマサリー　与那国の猫』（1988年 劇団道化）
- 『寄席噺し「なにわや定九郎」』藤本義一原作（1989年 劇団コーロ）
- 『上方葬礼屋泥棒顛末記』（1989年 人形劇団京芸）
- 『男どあほう大忠臣～楠木正成伝～』（1990年 東京芸術座）
- 『日本三文オペラ』開高健原作（1991年 劇団コーロ）
- 『一銭五厘の旗』（1991年 関西芸術座）
- 『いま生きる』（1991年 劇団潮流）
- 『のこした影』（1991年 大阪センター企画）
- 『起きっせい　だいだらぼっち』（1992年 劇団ブナの木）
- 『鯉のうらみ恋』（1994年 人形劇団京芸）
- 『おさん茂右衛門語り草』（1994年 人形劇団京芸）
- 『美男におわす八尾地蔵』（1995年）
- 『若き日の道鏡』（1998年）
- 『むかし大和の夫婦ぜんざい』（2002年　劇団風塾）
- 『新・起きっせい　だいだらぼっち』（2003年 劇団たんぽぽ）
- 『武悪という名の男～はだかになった殿さん～』（2006年 劇団コーロ）大阪新劇フェスティバル作品賞受賞[4]